# Arcturopsis
Arcturopsis är ett släkte av kräftdjur. Arcturopsis ingår i familjen Arcturidae.
Kladogram enligt Catalogue of Life:
| Arcturopsis | \| \| Arcturopsis giardi \| \| \| \| \| \| Arcturopsis rudis \| \| \| \| \| \| Arcturopsis senegalensis \| \| \| \| |
|             | \| \| Arcturopsis giardi \| \| \| \| \| \| Arcturopsis rudis \| \| \| \| \| \| Arcturopsis senegalensis \| \| \| \| |
|             | Agularcturus |
|             | |
|             | Amesopous |
|             | |
|             | Arctopsis |
|             | |
|             | Arcturella |
|             | |
|             | Arcturina |
|             | |
|             | Arcturinella |
|             | |
|             | Arcturinoides |
|             | |
|             | Arcturus |
|             | |
|             | Astacilla |
|             | |
|             | Edwinjoycea |
|             | |
|             | Idarcturus |
|             | |
|             | Neastacilla |
|             | |
|             | Parastacilla |
|             | |
|             | Spectarcturus |
|             | |
|             | Arcturopsis giardi                                                                                                  |
|             | |
|             | Arcturopsis rudis                                                                                                   |
|             | |
|             | Arcturopsis senegalensis                                                                                            |
|             | |

|  | Arcturopsis giardi       |
|  |                          |
|  | Arcturopsis rudis        |
|  |                          |
|  | Arcturopsis senegalensis |
|  |                          |